# Todt Hill
Todt Hill (hoogte 125 meter) is een kleine heuvelrug op Staten Island, een van de stadsdelen (boroughs) van de Amerikaanse stad New York. Het is het hoogste punt van de vijf boroughs van New York. De heuveltop is grotendeels bedekt met bossen, waarmee het onderdeel uitmaakt van de Staten Island Greenbelt, hoewel veel van het gebied eromheen is ontwikkeld en bewoond. Het is een van de duurste wijken van Staten Island met grote villa's.
De naam Todt komt van het Nederlandse woord "dood" en verwijst naar de begraafplaats, op de zuidwestelijke flank van de heuvel, vlak bij het dorp New Dorp en het is al in gebruik sinds de tijd van de kolonisten. 
Todt Hill was een belangrijke locatie voor de opnames van The Godfather in 1972. Een woonwijk werd omgevormd tot het complex van Don Vito Corleone.

## Bekende inwoners
- Paul Castellano (1915-1985), leider van de maffiafamilie Gambino[2]

## Galerij

Villa in Todt Hill
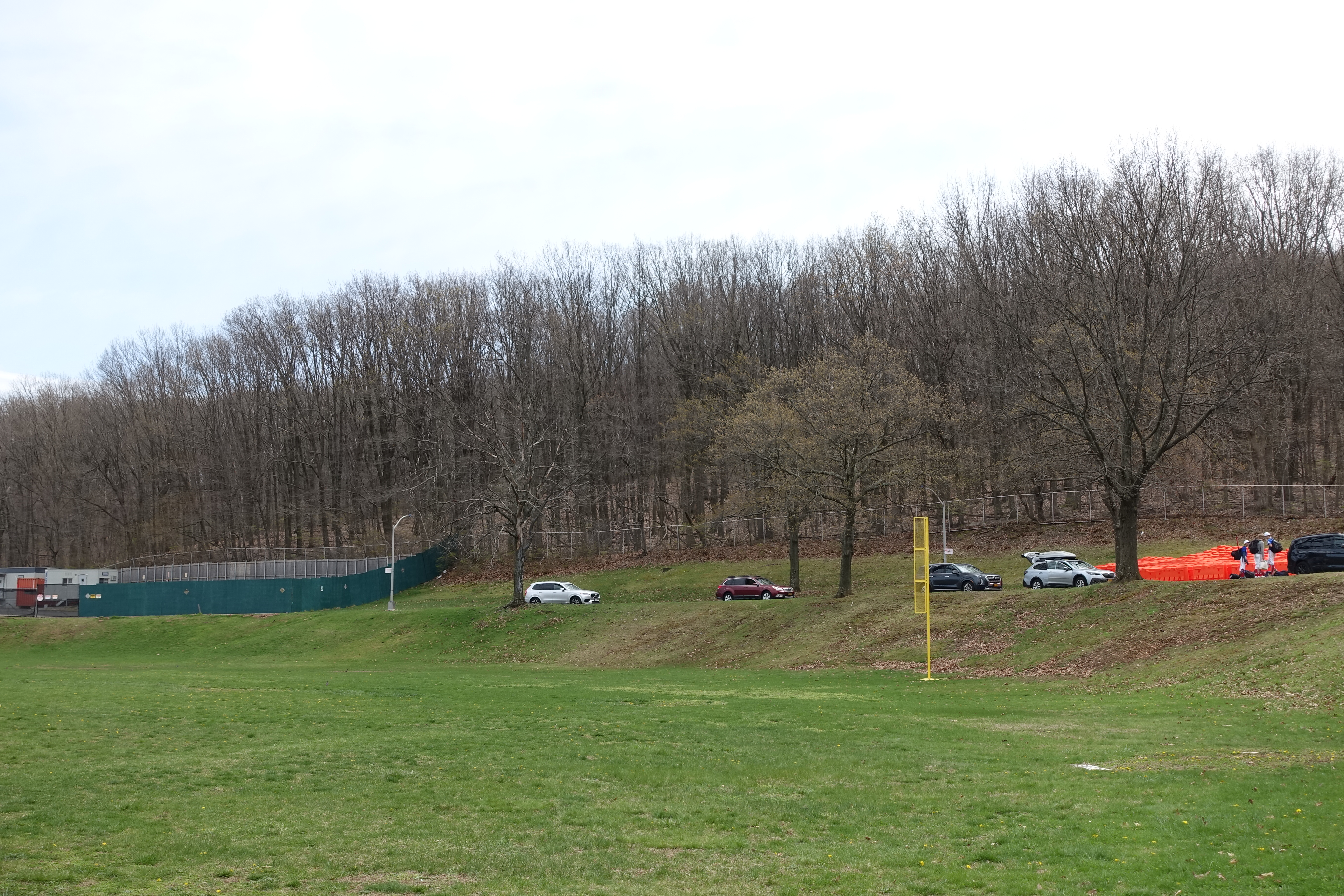
Honkbalveld van Deere Park
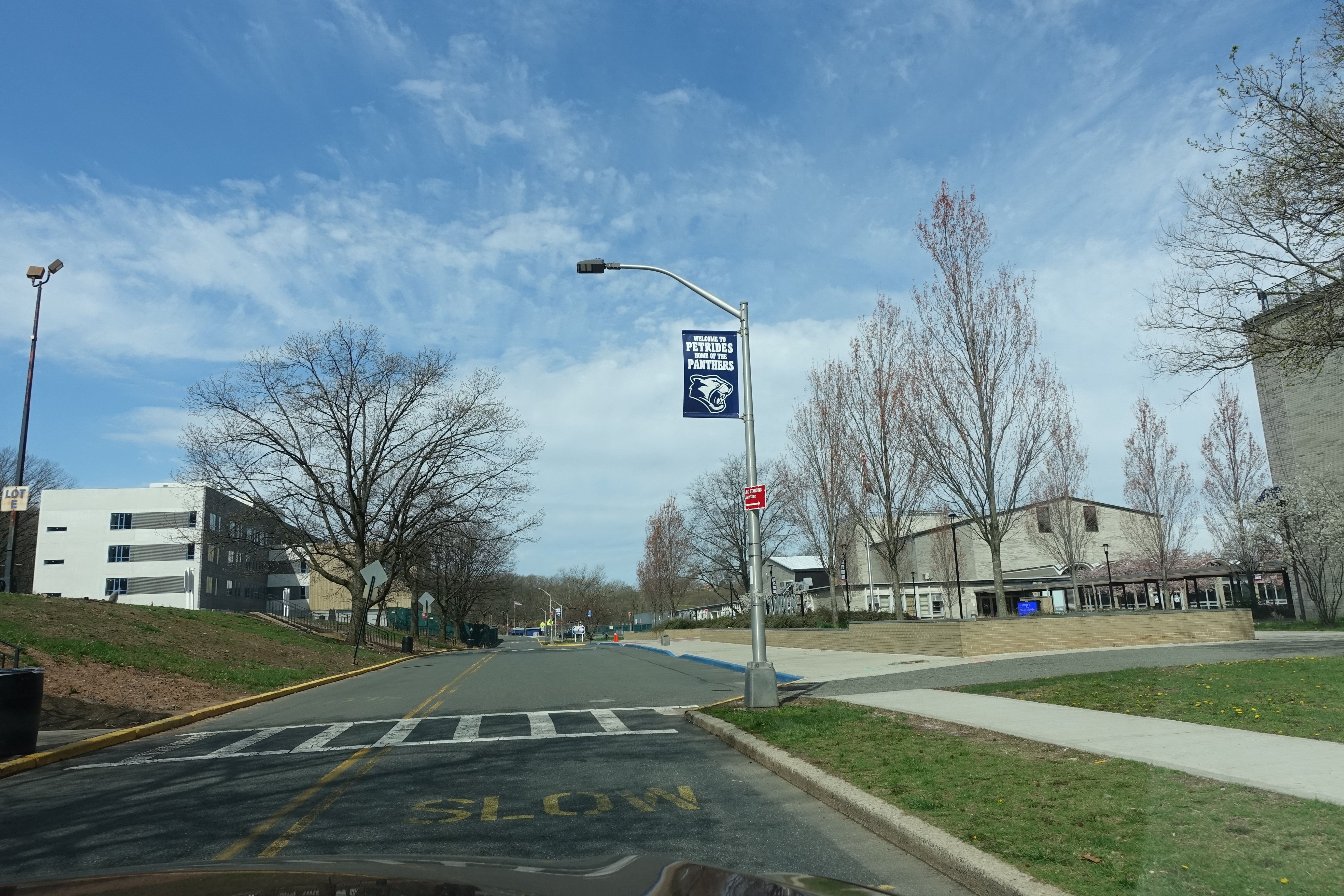
Michael J. Petrides Highschool in Todt Hill

Great Kills · New Dorp · Port Richmond · Rossville (Sandy Ground) · South Beach · St. George · Todt Hill · Tottenville